# Topolino (revista)
Topolino (nom en què s'anomena a Mickey Mouse a Italià) és una revista de còmics editada a Italià que publica històries còmiques amb personatges de Disney es publica des d'abril de 1949 per iniciativa d'Arnoldo Mondadori Editore en col·laboració amb la Walt Disney Company; ha ocupat el lloc de la versió anterior del diari publicada des del 1932 a diferència de la qual presenta històries només amb personatges de Disney en part estrangers i en part italians, que amb el pas del temps han anat predominant. Des del 1988 la revista va ser publicada només per Disney i des del 2013 també per Panini Còmics i encara es publica després de superar els 3000 números. Un exemplar original del primer número de la sèrie es troba entre els llibres de còmics més buscats pels col·leccionistes, arribant a uns preus d’uns 1.300 euros.

## Història editorial
Després de la caiguda de les vendes que va arribar a revistes de còmics com Topolino a finals dels anys quaranta, Mondadori, per no perdre els drets de les publicacions de llibreries que Disney hauria retirat si hagués suspès la publicació, va decidir rellançar-la canviant el seu format i la periodicitat. El nou format hauria estat el mateix que una altra publicació de Mondadori, el mensual Selezione dal Reader's Digest, que utilitzava una nova i costosa màquina per imprimir, però que, romania inactiva en els períodes d'espera entre un número i el següent; es va decidir llavors utilitzar-lo per imprimir Mickey Mouse, que traçarà la mida (12,5 × 18 cm) i tots els canvis posteriors (increments de pocs centímetres, la transició de la grapa a la tapa de butxaca, canvis en el tipus de paper utilitzat). El nou curs es va publicitar àmpliament als dos darrers números de Mickey Mouse en format de diari, núm.737 i núm.738 i l'abril de 1949 Mickey Mouse en el seu nou paper editorial va debutar als quioscos amb un nou número 1, amb una periodicitat mensual inicial, cent pàgines d'històries exclusivament de Disney, al preu de 60 lires. en lloc de les 15 del setmanari anterior. A la part superior esquerra, sota la indicació del mes i de l'any, apareixia la frase "Vol. I", ja que hauria d'haver format part d'una col·lecció de sis números amb numeració de pàgines que continuava d'un número a l'altre, acabant-se al final d'un semestre un sol volum.
Inicialment, la revista tenia una periodicitat mensual (tot i que es publicaran dos números el juliol de 1950 i 1951); va passar a quinzenal a partir del núm. 40 (10 d'abril de 1952) i finalment a setmanal a partir del núm. 236 (5 de juny de 1960) amb una versió de dimecres. Es van aprofitar els primers 74 números i a partir del núm. 75 es va passar definitivament al llibre de butxaca. La disposició gràfica es va mantenir similar al llarg dels anys, excepte quan a partir del núm. 605, del 2 de juliol de 1967, es va inserir per primera vegada la característica banda groga del lateral amb la indicació del títol, l'editor, el número i la signatura de Disney; al llarg dels anys ha sofert un lleuger redisseny. Amb la publicació del Topolino núm. 1702 de 1988 la Walt Disney Company pren el relleu de Mondadori amb la seva divisió local Walt Disney Company Italia mantenint el mateix personal. El 2013 amb el núm. 3019 la revista passa de Disney Italia a Panini Comics.